# Strimmig barkbock
Strimmig barkbock (Asemum striatum) är en skalbagge i  familjen långhorningar som huvudsakligen lever i tallskogar.

## Kännetecken
Strimmig barkbock blir mellan 10 och 22 millimeter lång. Kroppen är långsmal och har oftast svart färg, men täckvingarna kan ibland ha en brun färg. Antennerna är ganska korta och når ungefär till en tredjedel av täckvingen, honans något kortare än hanens. Huvudet är betydligt smalare än ryggskölden. Varje täckvinge har två eller tre längsgående ribbor som kan vara mer eller mindre tydliga.

### Larv
Larven blir högst 25 millimeter lång och har tre par ben. Det bakersta ryggsegmentet har två kitintaggar som sitter på upphöjningar.

## Levnadssätt
Strimmig barkbock lever i barrskog, främst på tall men ibland även på gran. Larven lever i död ved, helst i stående träd som varit döda en tid och gärna också i brandskadade träd. Den hittas ofta i samma träd som brun barkbock. Den vuxna skalbaggen är nattaktiv och påträffas från slutet av maj till slutet av juli. Det tar mellan två och tre år innan larven är färdigutvecklad. 

## Utbredning
Strimmig barkbock förekommer i hela Sverige i alla områden där det finns tall. Den finns även i Danmark, Finland och Norge. Den finns i stora delar av övriga palearktis och i Nordamerika. 